# Dorfkirche Silbitz

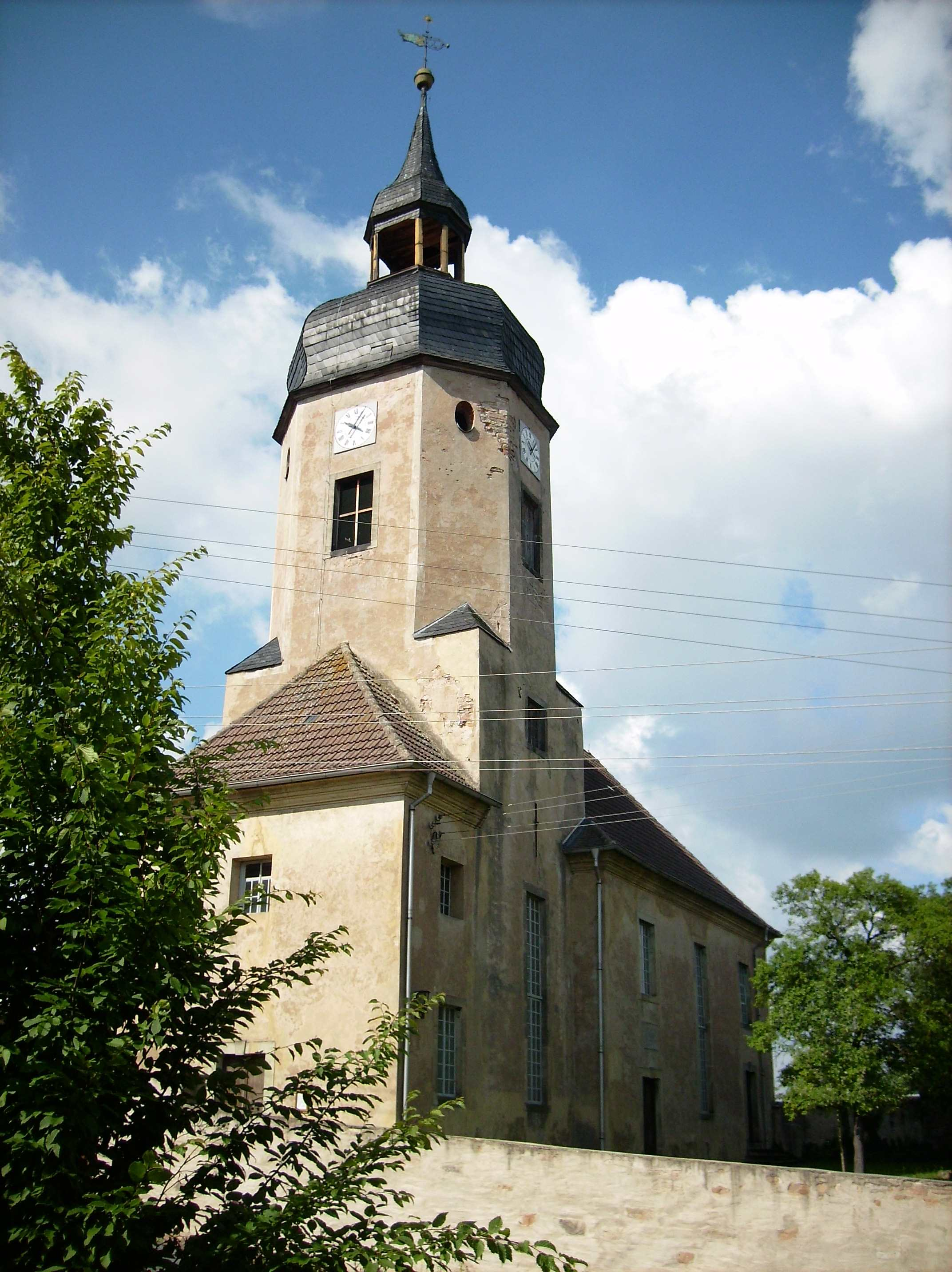
Die Kirche

Die evangelische Dorfkirche Silbitz steht in der Gemeinde Silbitz Am Kirchberg im Saale-Holzland-Kreis in Thüringen. Sie gehört zum Pfarrbereich Eisenberg-Crossen im Kirchenkreis Eisenberg der Evangelischen Kirche in Mitteldeutschland.
Der Ort Silbitz wird 1217 erstmals erwähnt. Zu dieser Zeit gab es unterhalb der Kirche eine Befestigung zur Sicherung einer Furt durch die Weiße Elster. Das heutige Erscheinungsbild der Ortslage Silbitz geht im Wesentlichen auf das 18. Jahrhundert zurück. Unter der Patronatsherrschaft des Johann Martin von Haugk, Handelskaufmann aus Leipzig, wurden das Rittergut (1746), Pfarrhaus (1748), Kirche (1752) und das so genannte Kavaliershaus (1756) errichtet.

## Geschichte
„Demnach der Kirchenbau zu Silbitz unumgänglich nötig ist und vorgenommen werden muß, gestalt das Kirchendach dermaßen schadhaft worden, dass Regen allenthalben eindringet und weder der Herr Pfarrer auf der Kanzel noch die Untertanen auf dere EmporeKirchen stehen und sitzen können.“ Eine Zustandsbeschreibung, die ausdrücklich die Notwendigkeit eines neuen Kirchenbaus beschreibt. Darauf folgend wurde die Kirche in Silbitz als einschiffiger Bau mit eingezogenem, annähernd quadratischem Chorturm und östlichem Sakristeianbau von gleicher Breite 1750–52 auf den Grundmauern des Vorgängerbaus aus dem 12. Jahrhundert neu errichtet. Ein Teil der Grundmauern stammt von einem Vorgängerbau. Der hohe Chorturm mit achteckigem Aufbau trägt eine geschweifte Haube mit offener Laterne. Die Ausstattung ist aus der Zeit der Erbauung. Chor und Langhaus werden durch eine Flachdecke mit umlaufender Voute zusammengefasst. An den Langseiten liegen zweigeschossige Emporen, im Westen die ebenerdige Patronatsloge mit geschwungenem Prospekt, darunter die Familiengruft derer von Haugk, darüber die Orgel. Der hohe Kanzelaltar im Chor wird von marmorierten Säulenpaaren mit korinthischen Kapitellen flankiert. Über der Kanzel und dem verspringenden Kranzgesims mit aufgesetzten Urnen liegt in der Mitte die Sonne, in deren Zentrum das gleichseitige Dreieck mit Auge als Darstellung der Dreifaltigkeit Gottes. Den oberen Abschluss bildet ein sitzender Knabe (putto). Zur bauzeitlichen Ausstattung gehören weiterhin ein qualitätvolles Altarkruzifix und das schlanke, pokalförmige Taufbecken mit geschnitztem Pultdeckel, der Darstellung Wolke und Gotteslamm.
Eine letzte umfassende Instandsetzung und die farbliche Innenraumgestaltung der Kirche erfolgten um 1933. 1998 wurde mit Renovierungsarbeiten begonnen. Vorerst mussten die Schäden an der Holzkonstruktion im Dach des Langhauses und des Kirchturmes beseitigt werden. Die Innenrenovierung wurde 2002 abgeschlossen und in mehreren Abschnitten wurde die Orgel in ihren ursprünglichen Zustand versetzt. Weihnachten 2010 wurde in einem besonderen Gottesdienst der Abschluss der Außenrenovierung gefeiert.

## Orgel
Die Orgel wurde 1827 von den Gebrüdern August und Louis Poppe aus Roda gebaut. Der Vertrag belief sich über 750 Thlr. in preußischen Courant. Er wurde zwischen den Orgelbauern Gebrüder Poppe und dem damaligen Patronatsherren Georg Rudolph von Haugk geschlossen. Die Orgel wurde bereits nach anderthalb Jahren Bauzeit am 16. September 1827 geweiht. Es handelt sich um ein mechanisches Orgelwerk, mit ursprünglich (mit Nebenzügen) 23 Registern. Bis auf wenige Veränderungen handelt es sich um ein sehr ursprüngliches Instrument. Im Ersten Weltkrieg wurden, wie allgemein üblich, die zinnernen Prospektpfeifen ausgebaut und zwei weitere Register (Flaute travers 8’ und Sifflöte 1’) zu einem nicht bekannten Zeitpunkt entfernt.

## Glocken
Zwei der drei Glocken wurden für Kriegszwecke eingeschmolzen. Die Glocke aus dem Jahr 1763 verblieb an der Kirche. 1983 wurden drei Glocken von der Kirche aus Dobergast erworben. Der Ort Dobergast mit Kirche musste der Braunkohle weichen. Die kleine Glocke befindet sich jetzt im Altarraum.